# 덕천 나들목
덕천 나들목(Deokcheon IC)은 부산광역시 북구 덕천동에 설치된 남해고속도로의 40번 교차로(나들목)이자 남해고속도로의 종점이다. 초기 남해고속도로의 구간이었다가 1978년 6월 22일에 고속도로에서 지정 해제되어 부산광역시도 제66호선에 편입되었던 이 나들목과 구포 나들목까지의 고속도로 진입로(남해고속도로 연결도로)가 설치되어 있다. 고속도로 지정 해제 구간을 이용하여 부산 시내로의 진입을 편리하게 할 수 있다.
2006년 12월 4일 강변대로와 연결되는 일부 램프에 한해 부분개통을 실시하였으며, 강변대로의 덕천 나들목 북쪽 구간이 완공된 2007년 7월 18일에 완전 개통하였다.

## 연혁
- 2006년 12월 4일 : 나들목 개통[2]

## 구조물 정보
- 위치: 부산광역시 북구 덕천동

## 접속하는 도로
- 강변대로 (부산광역시도 제55호선, 부산광역시도 제66호선)
- 남해고속도로 연결도로 (부산광역시도 제66호선)